# Armina taeniolata
Armina taeniolata is een slakkensoort uit de familie van de Arminidae. De wetenschappelijke naam van de soort is voor het eerst geldig gepubliceerd in 1860 door Bergh.